# عشق و مرگ
عشق و مرگ (به انگلیسی: Love and Death) فیلمی کمدی به کارگردانی وودی آلن محصول سال ۱۹۷۵ است. خود آلن به همراه دایان کیتون نقش‌های اصلی فیلم را ایفا می‌کنند. این فیلم طنزی بر ادبیات روسی است.

## داستان
بخش اعظم فیلم شامل نقیضه‌هایی بر داستان‌های کلاسیک ادبیات روسیه (برادران کارامازوف، جنگ و صلح و غیره) است. خود داستان نیز در هنگام حمله ناپلئون به روسیه و تسخیر موقت مسکو اتفاق می‌افتد.